# Culinária do Cazaquistão
A culinária do Cazaquistão reflete as tradições dos cazaques, em termos de hospitalidade e diversidade dos pratos. Quando se trata de uma refeição em que participam hóspedes, a mesa (dastarkhan) está posta com bebidas tradicionais, como kumis (leite de égua), shubat (iogurte de leite de camela) ou ayran (iogurte de leite de vaca), chá preto com leite ou nata, passas de uva ou damasco, irimshik (requeijão) e kurt (bolas de queijo salgado e seco). A seguir, são oferecidos acepipes à base de carne de cavalo ou de carneiro: kazy (salsicha de carne de cavalo), shuzhuk, zhal (o toucinho do pescoço do cavalo), zhaya (lombo de cavalo), sur-yet, karta (o intestino grosso do cavalo com muita gordura) e kabyrga, entre outros. O pão, feito na forma de bolos achatados, os mais populares sendo os baursaks, está sempre na mesa.
A parte mais importante numa refeição solene no Cazaquistão é a carne, que é cozinhada em grandes pedaços; o dono-da-casa então distribui as porções segundo regras. As ancas e perna são para os hóspedes mais velhos; o peito, para o genro ou a nora; o pescoço para as moças; ao hóspede mais especial é oferecida a cabeça do carneiro, que foi cozinhada de uma forma diferente. Ou seja, nesta cerimónia observa-se um ritual que reflete a importância relativa dos vários membros da família: velhos, jovens, parentes próximos e mais afastados.
A carne é normalmente acompanhada com pastelinhos de massa cozida e do caldo, chamado sorpa e geralmente servido em pialas. Para os cossacos, teve sempre grande importância a conservação de alimentos, em particular da carne, salgada, seca ou fumada, que dá origem a produtos como os acepipes mencionados acima. A carne é principalmente cozida, permitindo que se conservem os sabores específicos de cada tipo de carne.
Apesar desta tradição ser mantida, o dastarkhan moderno inclui pratos ou ingredientes típicos doutros povos que convivem com os kazakes, como os russos, uzbeques, tártaros, uigures, coreanos e outros. Assim, a cozinha moderna do Cazaquistão inclui diferentes tipos de vegetais, frutos, peixe e mariscos, assim como pratos e doces cozidos no forno, que não eram típicos antigamente. No entanto, a refeição continua a terminar com o kumis, seguido novamente por chá.